# 闭花紫云菜
闭花紫云菜（学名：Strobilanthes larium）是爵床科紫云菜属的植物，是中国的特有植物。分布在中国大陆的云南等地，生长于海拔2,700米至3,500米的地区，目前尚未由人工引种栽培。